# Tetê (futebolista)
Mateus Cardoso Lemos Martins (Alvorada, 15 de fevereiro de 2000), mais conhecido como Tetê, é um futebolista brasileiro que atua como ponta-direita. Atualmente joga no Panathinaikos.

## Carreira

### Grêmio
Natural de Alvorada, no Rio Grande do Sul, Tetê ingressou no Grêmio em 2008. Em 2016, o jovem atacante marcou 33 gols nas categorias de base. Em 20 de abril de 2018, seu contrato foi prorrogado até 2021.
No dia 20 de fevereiro de 2019, após a disputa do Sul-Americano Sub-20, Tetê foi vendido ao Shakhtar Donetsk, sem sequer ter estreado profissionalmente pelo Grêmio.

### Shakhtar Donetsk
Em 20 de fevereiro de 2019, foi anunciado pelo Shakhtar Donetsk da Ucrânia. No dia 28 do mesmo mês, foi apresentado oficialmente.
Em 13 de abril de 2019, ele fez sua primeira partida, na vitória por 3-0 contra o Zorya Luhansk.
Em solo ucraniano, o brasileiro conseguiu conquistar 4 títulos. Em termos de participação, Tetê teve demasiado destaque durante o Campeonato Ucraniano de 2021–22, pois marcou 9 gols em 18 partidas.
Além disso, durante a final Copa da Ucrânia de 2018–19, o brasileiro novamente obtivera muito destaque, pois marcou dois gols na final. Isso fez com que sua equipe batesse o Inhulets Petrove por 4 a 0 no jogo decisivo.
Durante sua grande temporada de 2021–22, somado aos Conflitos entre Rússia e Ucrânia, o jogador foi liberado  pela FIFA para disputar outras competições por conta da pausa do campeonato Ucraniano devido a guerra. Assim, Tetê deixou o Shakhtar com 108 partidas e 31 gols marcados.

### Lyon

#### 2021–22
No dia 31 de março de 2022, foi anunciado pelo Lyon por empréstimo junto ao Shakhtar até o fim da temporada. Nessa temporada de 2021–22, o jogador fez 11 jogos e participou diretamente de 7 gols, todos na Ligue 1 de 2021–22, e teve seu empréstimo estendido no dia 1 de julho de 2022 até o final da temporada de 2022–23.

#### 2022–23
Na temporada posterior, o brasileiro disputou 2 jogos na Copa da França de Futebol de 2022–23, onde fez 2 assistências na partida contra o Chambéry. E pela Ligue 1 de 2022–23, o brasileiro foi utilizado em 17 jogos, onde fez 7 gols e 5 assistências em 6 meses.[carece de fontes?]

### Leicester City
No dia 29 de janeiro de 2023, o clube inglês Leicester City contratou o brasileiro até o fim da temporada, já que seu contrato com o Shakhtar ainda estava suspenso após a FIFA permitir que estrangeiros pudessem fazê-lo graças aos conflitos bélicos de Rússia e Ucrânia. O jogador voltaria para seu time no dia 1 de julho.
6 dias após sua contratação, na estreia de Tetê pelo time inglês, ele marcou um gol na vitória de 4-2 do time contra o Aston Villa, a partida foi válida pela Premier League de 2022–23. Todavia, esse foi o único gol do brasileiro em solo inglês, pois deixara de participar de gols na péssima campanha que culminou no rebaixamento do Leicester.

### Galatasaray
Em 10 de agosto de 2023, Tetê foi anunciado como nova contratação do Galatasaray.
Seu início no clube não foi regular. Tetê não conseguira marcar nenhum gol durante o Campeonato Turco durante mais de um turno inteiro. Suas atuações em competições europeias também estavam aquém do desejado, pois só marcou um tento na estreia do clube na Liga dos Campeões contra o Copenhagen. O time ficou em 3º lugar na Fase de Grupos e foi rapidamente eliminado na Liga Europa da UEFA, pois não conseguiram superar o Sparta Praha e deixaram a competição ainda nos 16 avos.
Seus primeiros gols em competições turcas aconteceram entre janeiro e fevereiro de 2024. Tais partidas ocorreram na Copa da Turquia. Porém, no terceiro jogo do clube, Tetê não balançou as redes e seu time foi eliminado pelo Karagümrük.

### Panathinaikos
Em 25 de julho de 2024, foi anunciado que Tetê se transferiu para o Panathinaikos, da Grécia, por € 4,75. Tetê assinou contrato de 4 anos.

## Seleção Brasileira

### Sub-15
No dia 30 de outubro de 2015, Tetê foi convocado para o Sul-Americano Sub-15. Na competição realizada na Colômbia, a Seleção Brasileira conquistou o título.

### Sub-20
Tetê também representou a Seleção Brasileira no Campeonato Sul-Americano de 2019.

## Títulos
Shakhtar Donetsk[carece de fontes?]
- Campeonato Ucraniano: 2018–19 e 2019–20
- Taça da Ucrânia: 2018–19
- Supercopa da Ucrânia: 2021

Brasil[carece de fontes?]
- Campeonato Sul-Americano Sub-15: 2015

### Prêmios Individuais
- Gol mais bonito da Liga dos Campeões da UEFA: 2023–24[25]